# نهر كوشاليا
نهر كوشاليا، أحد روافد نهر الغغار، هو نهر يقع في منطقة بانتشكولا في ولاية هاريانا بولاية الهند.